# Giorno del Portogallo
Il Giorno del Portogallo (in portoghese per esteso: Dia de Portugal, de Camões e das Comunidades Portuguesas) è la festa nazionale portoghese, che si celebra il 10 giugno, e che commemora la morte del poeta nazionale Luís de Camões, che rappresenta, anche per merito del suo poema epico nazionale "I Lusiadi", un punto di identità nazionale culturale fondamentale e che riguarda principalmente le conquiste coloniali di cui il Portogallo fu una delle nazioni più rilevanti.
Le conquiste coloniali e i racconti celebranti tali conquiste rappresentano per il popolo lusitano uno dei principali riconoscimenti di orgoglio nazionale.
È da ricordare, nel contesto, che l'Impero portoghese fu il primo impero coloniale della storia: iniziato il 22 agosto 1415 con la conquista di Ceuta nella Battaglia di Ceuta e terminato il  20 dicembre 1999 con la restituzione di Macao alla Cina.
La festa viene celebrata con concerti, parate e vari eventi culturali in tutto il paese.